# Musaria turki
Musaria turki là một loài bọ cánh cứng trong họ Cerambycidae.